# Ljubiša Broćić
Ljubiša Broćić (in serbo-croato Љубиша Броћић?, Ljubiša Broćić; Guča, 3 ottobre 1911 – Melbourne, 13 agosto 1995) è stato un allenatore di calcio jugoslavo.

## Carriera

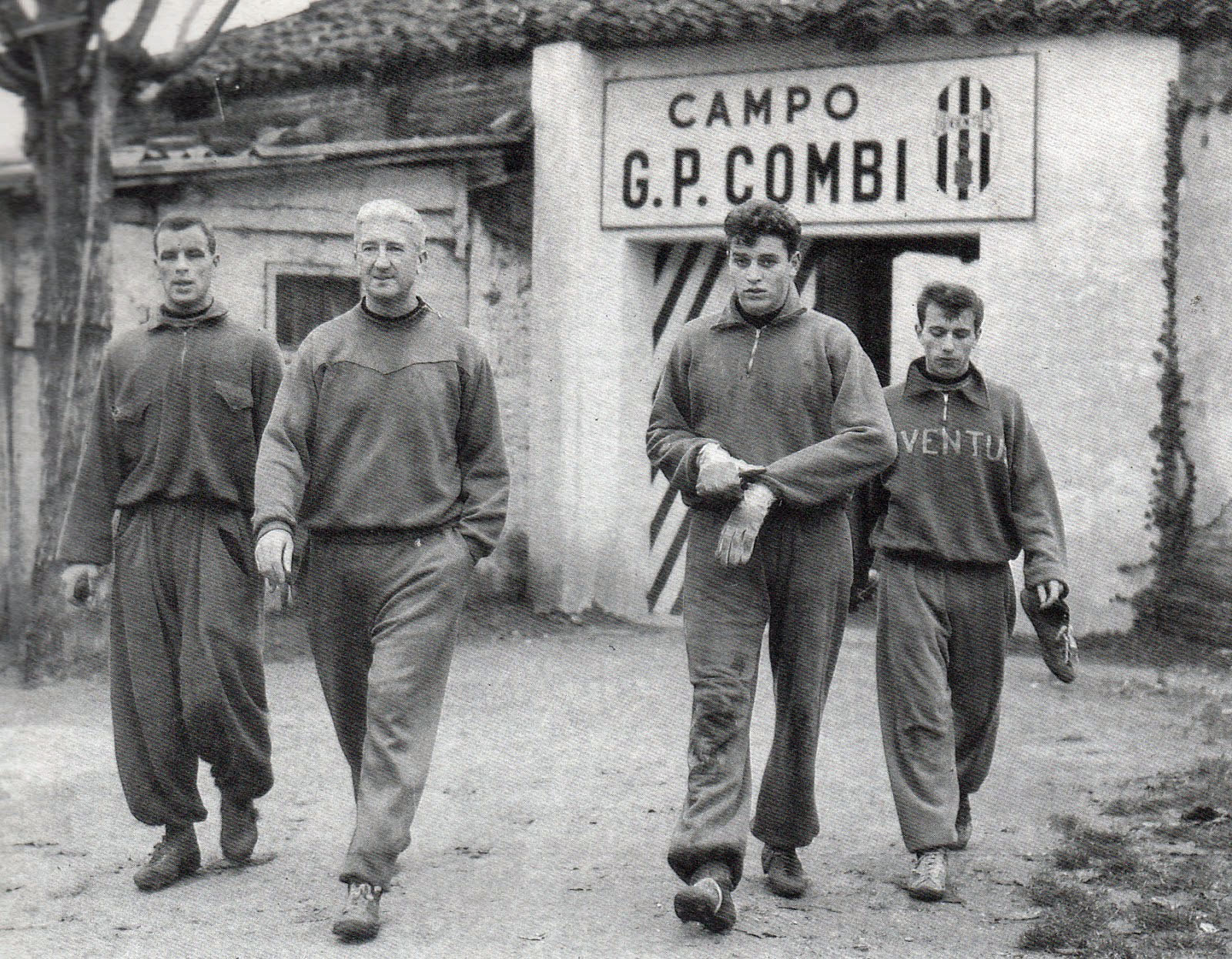
Broćić (secondo da sinistra) alla guida della Juventus nella stagione 1957-1958, insieme ai giocatori Charles, Mattrel e Stacchini.

Nell'estate 1957, dopo essersi proposto come guida tecnica della Juventus tramite una lettera, viene ingaggiato dalla società torinese, conquistando nella stagione 1957-1958 lo scudetto della prima stella, ovvero il decimo per i bianconeri. Parlava diverse lingue, ma non sapeva l'italiano e si avvaleva della collaborazione di Teobaldo Depetrini. Broćić scelse di affidarsi all'allora ventenne Carlo Mattrel come portiere, mutando il ruolo di Umberto Colombo da mezzala in mediano. La sua Juventus applicava uno schema razionale, con una difesa bloccata e pronta al rilancio per le due punte Omar Sívori e John Charles. Con questo gioco la Juventus vinse il suo decimo titolo italiano.
L'anno dopo, forte del successo ottenuto, Broćić fu confermato. Tuttavia, in seguito alle pesanti sconfitte a Vienna contro il Wiener Sportklub (vittorioso per 7-0) il 1º ottobre 1958 in Coppa dei Campioni e in casa contro il Milan (che prevalse per 5-4 con il gol decisivo al 90' di Ernesto Grillo) il 16 novembre dello stesso anno in campionato, oltre a incomprensioni con il citato Sívori, fu licenziato a favore di Depetrini e destinato all'incarico di osservatore. La squadra era quarta, a due punti dalla prima in classifica, all'ottava giornata di campionato.
Nel 1960 fu messo sotto contratto dal Barcellona, che quell'anno acquistò giocatori come Jesús Garay, Salvador Sadurní e Josep Maria Fusté, ma la sua carriera in blaugrana non fu felice: dopo aver vinto tutte le amichevoli giocate contro altre squadre europee, le prime quattro giornate di campionato e aver eliminato il Real Madrid agli ottavi di finale della sesta Coppa dei Campioni, prima squadra a riuscire nell'impresa, lentamente la classifica peggiorò, sinché il 12 gennaio 1961, dopo il pareggio per 2-2 contro l'Athletic Bilbao al Camp Nou, fu esonerato e sostituito dall'allenatore in seconda Enrique Orizaola.

## Palmarès

### Club
- Campionato jugoslavo: 2

Stella Rossa: 1951, 1952-1953
- Campionato italiano: 1

Juventus: 1957-1958